# 28711 Emmaburnett
28711 Emmaburnett este un asteroid din centura principală de asteroizi.

## Descriere
28711 Emmaburnett este un asteroid din centura principală de asteroizi. A fost descoperit pe 7 aprilie 2000 la Socorro, New Mexico, în cadrul proiectului LINEAR. Asteroidul prezintă o orbită caracterizată de o semiaxă mare de 2,38 ua, o excentricitate de 0,11 și o înclinație de 3,7° în raport cu ecliptica.